# Alligator de Chine
Alligator sinensis
Pour les articles homonymes, voir Alligator (homonymie).
Espèce
Synonymes
- Caigator sinensis Deraniyagala, 1947

Statut de conservation UICN

 CR A1b; B1ab(ii,v)+2ab(ii,v); C1+2a(i) : 
En danger critique
Statut CITES
Alligator sinensis, l'Alligator de Chine (en chinois simplifié : 扬子鳄 ; en chinois traditionnel : 揚子鱷, « Yang zǐ è », littéralement « Alligator du Yangtzé »), est une espèce de crocodiliens de la famille des Alligatoridae.

## Étymologie
Son épithète spécifique, sinensis, signifie « chinois », en référence au lieu de sa découverte.

## Description

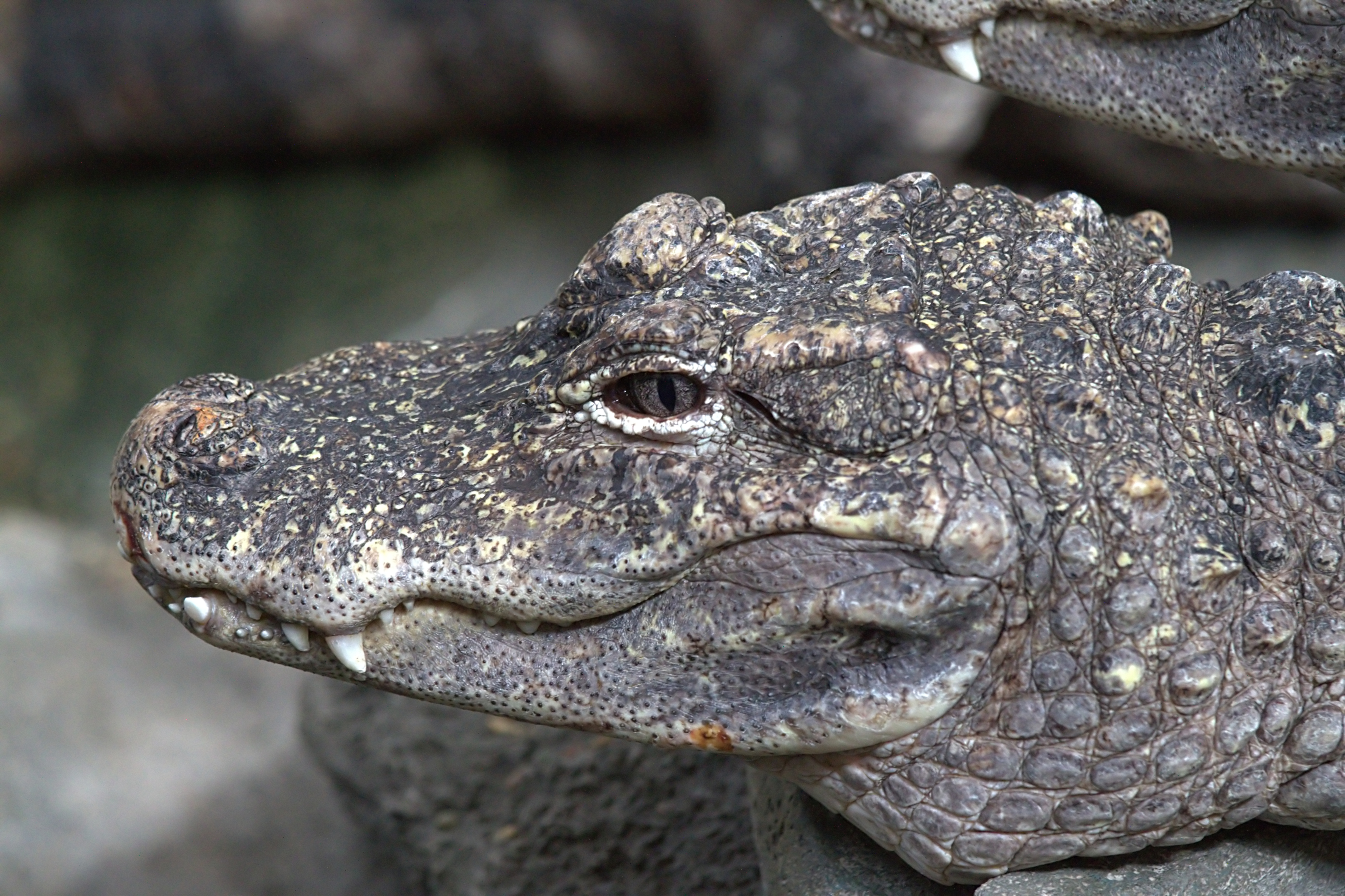
Détail de la tête.

Bien que son apparence soit très similaire à la seule autre espèce vivante du genre, l’alligator américain, il existe quelques différences. Une différence évidente est que l'alligator chinois est beaucoup plus petit. Habituellement, ils ne peuvent atteindre en moyenne qu'une longueur de 1,5 m, certains pourraient atteindre près de 2 m, ce qui n'a été annoncé officiellement que récemment. Ils pèsent jusqu'à 45 kg. Ils ne grandissent que très lentement, n'atteignant que 60 cm de long au bout de 2 ans.
Contrairement à l'alligator américain, l'alligator chinois est entièrement couvert d'écailles, y compris au niveau du ventre ce qui est une caractéristique de seulement quelques crocodiliens.

## Répartition

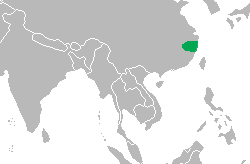

Alors qu'à l'origine on le rencontrait dans une grande partie de la Chine, son habitat a été réduit à un peu plus de quelques étangs contenant un petit nombre d'animaux (moins de 200 individus, dont seulement environ 50 adultes) le long de la partie aval du fleuve Yangzi Jiang dans les provinces de Jiangsu, du Zhejiang et d'Anhui. La réduction de sa population est principalement attribuable à la conversion de son habitat en zones agricoles. L'empoisonnement des rats que mangent normalement les alligators, a également été responsable de leur déclin.

## Statut de conservation

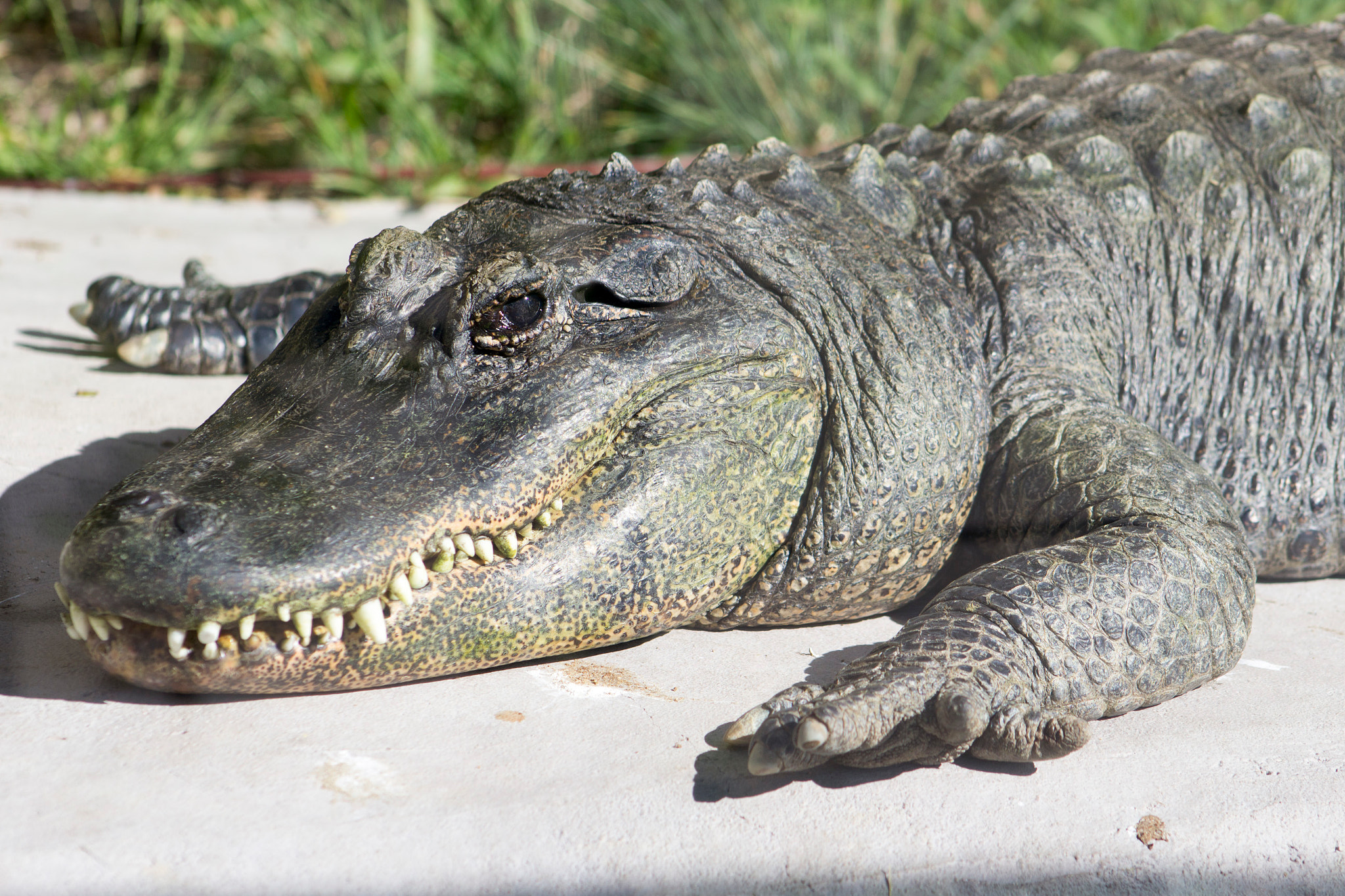
Alligator sinensis au Santa Barbara Zoo.

L'alligator chinois est répertorié à l'annexe I de la CITES qui impose des restrictions extrêmes sur son commerce et son exportation à travers le monde. Il figure sur la liste rouge de l'UICN comme une espèce en danger critique. Des efforts sont en cours afin de réintroduire les animaux élevés en captivité dans des habitats sauvages qui leur conviennent, mais jusqu'à présent, ces tentatives n'ont pas connu beaucoup de succès.

## En captivité
Les Alligators chinois sont très prolifiques en captivité, avec une estimation de la population totale en captivité de plus de 10 000 animaux, principalement dans le Centre chinois de recherche sur la reproduction des alligators d'Anhui et à la Madras Crocodile Bank, ainsi que dans de nombreux zoos comme le Parc zoologique de la ferme Saint-Augustin qui a fait se reproduire avec succès des Alligators chinois, en réintroduisant certains dans leur habitat chinois. On peut également en voir à la Maison des reptiles au zoo de Cincinnati.
Cette espèce est largement considérée comme très docile, mais, comme tous les crocodiliens, elle est capable d'infliger des lésions corporelles graves.

## Médecine asiatique traditionnelle
Les animaux sont recherchés pour leur viande et organes. En effet, sa viande est réputée pour être un remède contre le rhume et prévenir contre les cancers dans la médecine traditionnelle chinoise.

## Publications
- Fauvel, 1879 : Alligators in China: Their History, Description and Identification. Journal of the North China Branch of the Royal Asiatic Society, N.S., vol. 13, p. 1-36.

## Sources
- (en) Cet article est partiellement ou en totalité issu de l’article de Wikipédia en anglais intitulé « Chinese Alligator » (voir la liste des auteurs).